# Toki to Towa
Toki to Towa (時と永遠) renombrado en versiones internacionales como Time and Eternity es un juego de rol y RPG para PlayStation 3. Usa fondos y entornos tridimensionales, junto a sprites de personajes en dos dimensiones, dándole una estética anime; aunque restringe la animación de los personajes y hace que todas las peleas sean de uno a uno.

La historia se centra en Toki, princesa del Reino Gamza quien busca casarse con Zack, un caballero que no es de la realeza, causando malestar en el reino. El día de la boda Zack es asesinado y Toki se embarca en la búsqueda de los responsables.

El juego tuvo críticas de malo a regular por los sitios occidentales de reviews.

## Personajes
- Toki: Princesa del Reino Gamza con poderes mágicos, aunque ella prefiere usar una escopeta en las luchas.
- Zack: Un caballero que por su condición de plebeyo su boda con Toki no es bien visto por la sociedad Gamza.
- Towa: Alter ego de Toki; aparece después que Zack muere y el secreto de su origen se va explicando conforme se avanza en la historia.